# Persone di nome Enzo
| Questa pagina contiene informazioni ricavate automaticamente dalle voci biografiche con l'ausilio del template Bio e di un bot. L'aggiornamento è periodico e automatico e ricostruisce completamente la pagina. Se manca una persona in questa lista, sei pregato di non aggiungerla, ma accertati piuttosto che la sua voce biografica contenga il template Bio e che i dati anagrafici siano correttamente compilati. Se il template Bio manca, inseriscilo tu stesso o, in alternativa, metti l'avviso {{tmp\|Bio}} che ne segnala la mancanza. Se i dati riportati sono sbagliati, correggi direttamente la voce biografica; le modifiche saranno visibili in questa lista entro pochi giorni. Per chiarimenti vedi il progetto antroponimi. La lista contiene solo le 386 persone che sono citate nell'enciclopedia e per le quali è stato implementato correttamente il template Bio. Pagina aggiornata al 22 lug 2025. |

Questa è una lista di persone presenti nell'enciclopedia che hanno il nome Enzo, suddivise per attività principale.

## Allenatori di calcio(7)
- Enzo Biato, allenatore di calcio e ex calciatore italiano (Acqui Terme, n. 1962)
- Enzo Concina, allenatore di calcio e ex calciatore italiano (Prato Carnico, n. 1962)
- Enzo Gambaro, allenatore di calcio e ex calciatore italiano (Genova, n. 1966)
- Enzo Maresca, allenatore di calcio e ex calciatore italiano (Pontecagnano Faiano, n. 1980)
- Enzo Riccomini, allenatore di calcio e calciatore italiano (Piombino, n. 1934 - Viareggio, † 2022)
- Enzo Robotti, allenatore di calcio e ex calciatore italiano (Alessandria, n. 1935)
- Enzo Trossero, allenatore di calcio e ex calciatore argentino (Esmeralda, n. 1953)

## Allenatori di calcio a 5(1)
- Enzo Trombetta, allenatore di calcio a 5 italiano (Roma, n. 1958)

## Alpinisti(1)
- Enzo Cozzolino, alpinista italiano (Trieste, n. 1948 - Torre di Babele, † 1972)

## Altisti(1)
- Enzo Del Forno, ex altista italiano (Colloredo di Prato, n. 1950)

## Apneisti(1)
- Enzo Maiorca, apneista italiano (Siracusa, n. 1931 - Siracusa, † 2016)

## Arbitri di calcio(1)
- Enzo Barbaresco, ex arbitro di calcio italiano (Gradisca d'Isonzo, n. 1937)

## Archeologi(1)
- Enzo Lippolis, archeologo italiano (Mottola, n. 1956 - Milano, † 2018)

## Architetti(6)
- Enzo Bifoli, architetto, pittore e scultore italiano (Firenze, n. 1882 - Genova, † 1965)
- Enzo Pascolo, architetto italiano (Basiliano, n. 1927 - Udine, † 2017)
- Enzo Siviero, architetto italiano (Vigodarzere, n. 1945)
- Enzo Vannucci, architetto e urbanista italiano (Firenze, n. 1912 - † 1982)
- Enzo Venturelli, architetto italiano (Torino, n. 1910 - Torino, † 1996)
- Enzo Zacchiroli, architetto italiano (Bologna, n. 1919 - Bologna, † 2010)

## Arrampicatori(1)
- Enzo Oddo, arrampicatore francese (Nizza, n. 1995)

## Artisti(1)
- Enzo Cucchi, artista, pittore e scultore italiano (Morro d'Alba, n. 1949)

## Astisti(1)
- Enzo Brichese, ex astista italiano (Roma, n. 1965)

## Atleti paralimpici(1)
- Enzo Masiello, atleta paralimpico e fondista italiano (Matera, n. 1969)

## Attivisti(2)
- Enzo Cursio, attivista e giornalista italiano (Tramutola, n. 1968)
- Enzo Sereni, attivista, partigiano e scrittore italiano (Roma, n. 1905 - Dachau, † 1944)

## Attori(28)
- Enzo Biliotti, attore italiano (Livorno, n. 1887 - Bologna, † 1976)
- Enzo Braschi, attore, comico e scrittore italiano (Genova, n. 1949)
- Enzo Cannavale, attore italiano (Castellammare di Stabia, n. 1928 - Napoli, † 2011)
- Enzo Casertano, attore italiano (Napoli, n. 1970)
- Enzo Cerusico, attore e cantante italiano (Roma, n. 1937 - Roma, † 1991)
- Enzo Cilenti, attore britannico (Bradford, n. 1974)
- Enzo Consoli, attore, doppiatore e scrittore italiano (Catania, n. 1939 - Roma, † 2007)
- Enzo Curcurù, attore italiano (Milano, n. 1978)
- Enzo De Toma, attore italiano (Trani, n. 1932 - Milano, † 2001)
- Enzo Decaro, attore, sceneggiatore e cabarettista italiano (Portici, n. 1958)
- Enzo Gainotti, attore italiano (Parma, n. 1892 - Brescello, † 1962)
- Enzo La Torre, attore cinematografico e attore teatrale italiano
- Enzo Liberti, attore, doppiatore e regista italiano (Roma, n. 1926 - Saint-Laurent-du-Var, † 1986)
- Enzo Maggio, attore e comico italiano (Napoli, n. 1902 - Napoli, † 1978)
- Enzo Marcelli, attore, comico e personaggio televisivo|Epoca=1900 italiano (Roma, n. 1973)
- Enzo Petito, attore italiano (Napoli, n. 1897 - Roma, † 1967)
- Enzo Polidoro, attore e comico italiano (Milano, n. 1967)
- Enzo Pulcrano, attore e pugile italiano (Acerra, n. 1943 - Roma, † 1992)
- Enzo Rapisarda, attore, regista e drammaturgo italiano (Catania, n. 1967)
- Enzo Robutti, attore italiano (Bologna, n. 1933 - Viterbo, † 2022)
- Enzo Salomone, attore italiano (Portici, n. 1947)
- Enzo Salvi, attore, cabarettista e comico italiano (Roma, n. 1963)
- Enzo Santaniello, attore cinematografico italiano (n. 1960)
- Enzo Spitaleri, attore italiano (Trieste, n. 1928)
- Enzo Staiola, attore italiano (Roma, n. 1939 - Roma, † 2025)
- Enzo Tarascio, attore e doppiatore italiano (Torino, n. 1919 - San Cesareo, † 2006)
- Enzo Tomasini, attore francese (Villiers-Saint-Frédéric, n. 2001)
- Enzo Turco, attore e sceneggiatore italiano (Napoli, n. 1902 - Roma, † 1983)

## Attori teatrali(1)
- Enzo Paci, attore teatrale e comico italiano (Genova, n. 1973)

## Autori televisivi(1)
- Enzo Di Pisa, autore televisivo italiano (Casteltermini, n. 1945 - Cinisi, † 1978)

## Aviatori(1)
- Enzo Martissa, aviatore e militare italiano (Monfalcone, n. 1913 - Rimini, † 1951)

## Avvocati(2)
- Enzo Capalozza, avvocato, politico e costituzionalista italiano (Fano, n. 1908 - Fano, † 1994)
- Enzo Fragalà, avvocato e politico italiano (Catania, n. 1948 - Palermo, † 2010)

## Baritoni(2)
- Enzo Mascherini, baritono italiano (Firenze, n. 1910 - Livorno, † 1981)
- Enzo Sordello, baritono italiano (Pievebovigliana, n. 1927 - Roccavione, † 2008)

## Bassi(1)
- Enzo Dara, basso italiano (Mantova, n. 1938 - Mantova, † 2017)

## Bibliotecari(1)
- Enzo Bottasso, bibliotecario e bibliografo italiano (Messina, n. 1918 - Pecetto Torinese, † 1998)

## Bobbisti(2)
- Enzo Pierini, ex bobbista italiano
- Enzo Vicario, bobbista italiano (Pieve di Cadore, n. 1942)

## Canottieri(1)
- Enzo Bartolini, canottiere italiano (Livorno, n. 1914 - Livorno, † 1998)

## Cantanti(8)
- Enzo Amadori, cantante, compositore e produttore discografico italiano (Mantova, n. 1925)
- Enzo Del Forno, cantante italiano (Angri, n. 1936 - Angri, † 2005)
- Enzo Fusco, cantante e chitarrista italiano (Lucca, n. 1888)
- Enzo Gusman, cantante maltese (Sliema, n. 1947 - † 2021)
- Enzo Jannace, cantante italiano (San Leucio del Sannio, n. 1935 - Napoli, † 2018)
- Enzo Malepasso, cantante, compositore e produttore discografico italiano (Napoli, n. 1954 - Siziano, † 2009)
- Fratelli Mancuso, cantante e compositore italiano (Sutera, n. 1957)
- Enzo Romagnoli, cantante italiano (Napoli, n. 1914 - Napoli, † 1974)

## Cantautori(8)
- Enzo Carella, cantautore italiano (Roma, n. 1952 - Roma, † 2017)
- Enzo Del Re, cantautore italiano (Mola di Bari, n. 1944 - Mola di Bari, † 2011)
- Enzo Draghi, cantautore, compositore e arrangiatore italiano (Voghera, n. 1952)
- Pupo, cantautore, conduttore televisivo e conduttore radiofonico italiano (Ponticino, n. 1955)
- Enzo Gragnaniello, cantautore e chitarrista italiano (Napoli, n. 1954)
- Enzo Guarini, cantautore, attore e conduttore televisivo italiano (Venafro, n. 1932 - Roma, † 1991)
- Enzo Jannacci, cantautore, cabarettista e pianista italiano (Milano, n. 1935 - Milano, † 2013)
- Enzo Maolucci, cantautore italiano (Torino, n. 1946)

## Cestisti(6)
- Enzo Bartoli, cestista italiano (Roma, n. 1916 - Cattolica, † 2012)
- Enzo Carraria, ex cestista italiano (Udine, n. 1957)
- Enzo Ferretti, cestista italiano (Roma, n. 1920 - Roma, † 2010)
- Enzo Goudou-Sinha, cestista francese (Cahors, n. 1998)
- Enzo Shahrvin, cestista francese (Évry, n. 2003)
- Enzo Sovitti, cestista e allenatore di pallacanestro italiano (Zara, n. 1926 - Spalato, † 1969)

## Chimici(1)
- Enzo Tiezzi, chimico, politico e ambientalista italiano (Siena, n. 1938 - Siena, † 2010)

## Ciclisti su strada(8)
- Enzo Coppini, ciclista su strada italiano (Agliana, n. 1920 - Prato, † 2011)
- Enzo Frisoni, ex ciclista su strada sammarinese (Coriano, n. 1947)
- Enzo Leijnse, ciclista su strada e pistard olandese (Amsterdam, n. 2001)
- Enzo Mattioda, ciclista su strada e pistard francese (Boeurs-en-Othe, n. 1946)
- Enzo Moser, ciclista su strada e dirigente sportivo italiano (Palù di Giovo, n. 1940 - Giovo, † 2008)
- Enzo Nannini, ciclista su strada italiano (Ponte Buggianese, n. 1925 - Montescudaio, † 2000)
- Enzo Paleni, ciclista su strada francese (Aix-en-Provence, n. 2002)
- Enzo Pretolani, ex ciclista su strada italiano (Rocca San Casciano, n. 1942)

## Combinatisti nordici(1)
- Enzo Perin, ex combinatista nordico e saltatore con gli sci italiano (Brennero, n. 1933)

## Comici(2)
- Enzo Andronico, comico e attore italiano (Palermo, n. 1924 - Palermo, † 2002)
- Enzo Iacchetti, comico, cabarettista e conduttore televisivo italiano (Castelleone, n. 1952)

## Compositori(3)
- Enzo Barile, compositore italiano (Taranto, n. 1907 - Napoli, † 1975)
- Enzo Masetti, compositore italiano (Bologna, n. 1893 - Roma, † 1961)
- Enzo Luigi Poletto, compositore e paroliere italiano (Padova, n. 1906 - Milano, † 1983)

## Conduttori televisivi(1)
- Enzo Tortora, conduttore televisivo, autore televisivo e conduttore radiofonico italiano (Genova, n. 1928 - Milano, † 1988)

## Contrabbassisti(1)
- Enzo Pietropaoli, contrabbassista italiano (Genova, n. 1955)

## Coreografi(1)
- Enzo Cosimi, coreografo italiano (Roma, n. 1958)

## Critici cinematografici(1)
- Enzo Ungari, critico cinematografico e sceneggiatore italiano (La Spezia, n. 1948 - Roma, † 1985)

## Critici letterari(1)
- Enzo Golino, critico letterario e giornalista italiano (Napoli, n. 1932 - Roma, † 2020)

## Danzatori(2)
- Enzo Avallone, ballerino e cantante italiano (Salerno, n. 1955 - Salerno, † 1997)
- Enzo Paolo Turchi, ballerino, coreografo e personaggio televisivo italiano (Napoli, n. 1949)

## Designer(1)
- Enzo Mari, designer italiano (Cerano, n. 1932 - Milano, † 2020)

## Diplomatici(1)
- Enzo Perlot, diplomatico italiano (Mezzolombardo, n. 1933 - Roma, † 2002)

## Direttori d'orchestra(2)
- Enzo Campagnoli, direttore d'orchestra e musicista italiano (Napoli, n. 1967)
- Enzo Ceragioli, direttore d'orchestra, compositore e pianista italiano (Seravezza, n. 1908 - Milano, † 1999)

## Dirigenti sportivi(4)
- Enzo Cainero, dirigente sportivo e calciatore italiano (Tavagnacco, n. 1944 - Udine, † 2023)
- Enzo Dolfin, dirigente sportivo, allenatore di calcio e calciatore italiano (Rovigo, n. 1915 - Roma, † 2008)
- Enzo Francescoli, dirigente sportivo e ex calciatore uruguaiano (Montevideo, n. 1961)
- Enzo Zanin, dirigente sportivo e ex calciatore italiano (Castagnaro, n. 1960)

## Drammaturghi(1)
- Enzo Moscato, drammaturgo, regista e attore italiano (Napoli, n. 1948 - Napoli, † 2024)

## Editori(1)
- Enzo Sellerio, editore e fotografo italiano (Palermo, n. 1924 - Palermo, † 2012)

## Filologi(2)
- Enzo Degani, filologo classico, grecista e lessicografo italiano (Terrazzo, n. 1934 - Bologna, † 2000)
- Vincenzo Marmorale, filologo classico, poeta e scrittore italiano (Paduli, n. 1901 - Roma, † 1966)

## Filosofi(2)
- Enzo Melandri, filosofo italiano (Genova, n. 1926 - Faenza, † 1993)
- Enzo Paci, filosofo italiano (Monterado, n. 1911 - Milano, † 1976)

## Fisici(1)
- Enzo Boschi, geofisico italiano (Arezzo, n. 1942 - Bologna, † 2018)

## Fotografi(2)
- Enzo Ragazzini, fotografo italiano (Roma, n. 1934)
- Enzo Serafin, fotografo italiano (Venezia, n. 1912 - Roma, † 1995)

## Fumettisti(7)
- Enzo Apicella, fumettista, designer e pittore italiano (Napoli, n. 1922 - Roma, † 2018)
- Enzo Chiomenti, fumettista italiano (Cerignola, n. 1930 - † 2024)
- Enzo Facciolo, fumettista, disegnatore e grafico italiano (Milano, n. 1931 - Milano, † 2021)
- Enzo Lunari, fumettista e illustratore italiano (Milano, n. 1937)
- Enzo Magni, fumettista italiano (Milano, n. 1914 - La Spezia, † 1981)
- Enzo Marciante, fumettista, animatore e illustratore italiano (Genova, n. 1946)
- Enzo Troiano, fumettista e illustratore italiano (Vercelli, n. 1965)

## Funzionari(1)
- Enzo Savorgnan di Brazzà, prefetto, militare e politico italiano (Cormons, n. 1910 - Varese, † 1945)

## Generali(5)
- Enzo Bernardini, generale italiano (Roma, n. 1958)
- Enzo Emilio Galbiati, generale italiano (Monza, n. 1897 - Solbiate, † 1982)
- Enzo Ianni, generale e aviatore italiano (Carrara, n. 1914 - Carrara, † 2003)
- Enzo Marchesi, generale italiano (Torino, n. 1907 - Verona, † 1997)
- Enzo Vecciarelli, generale italiano (Colleferro, n. 1957)

## Giocatori di baseball(1)
- Enzo Masci, giocatore di baseball italiano (Nettuno, n. 1930 - † 1995)

## Giocatori di football americano(1)
- Enzo Affaticati, giocatore di football americano e calciatore argentino (n. 1998)

## Giornalisti(18)
- Enzo Baldoni, giornalista e blogger italiano (Città di Castello, n. 1948 - Iraq, † 2004)
- Enzo Bettiza, giornalista, scrittore e politico italiano (Spalato, n. 1927 - Roma, † 2017)
- Enzo Biagi, giornalista, scrittore e conduttore televisivo italiano (Lizzano in Belvedere, n. 1920 - Milano, † 2007)
- Enzo Bottesini, giornalista e attore italiano (Genova, n. 1942)
- Enzo Bucchioni, giornalista, commentatore televisivo e opinionista italiano (Aulla, n. 1954)
- Enzo Carli, giornalista, sociologo e fotografo italiano (Senigallia, n. 1949)
- Enzo Carra, giornalista e politico italiano (Roma, n. 1943 - Roma, † 2023)
- Enzo Catania, giornalista e scrittore italiano (San Teodoro, n. 1940 - Milano, † 2024)
- Enzo Costa, giornalista e scrittore italiano (Genova, n. 1964 - Sori, † 2014)
- Enzo Di Martino, giornalista e critico d'arte italiano (Poggiofiorito, n. 1938 - Venezia, † 2023)
- Enzo Duse, giornalista e commediografo italiano (Villadose, n. 1901 - Venezia, † 1963)
- Enzo Gentile, giornalista, scrittore e critico musicale italiano (Milano, n. 1955)
- Enzo Giannelli, giornalista, critico musicale e scrittore italiano (Roma, n. 1941)
- Enzo Grazzini, giornalista e scrittore italiano (Firenze, n. 1902 - Milano, † 1963)
- Enzo Romeo, giornalista italiano (Siderno, n. 1959)
- Enzo Rossi Roiss, giornalista, scrittore e poeta italiano (Novoli, n. 1937 - Bologna, † 2023)
- Enzo Sermasi, giornalista, scrittore e pubblicitario italiano (Castel San Pietro Terme)
- Enzo Storoni, giornalista e politico italiano (Roma, n. 1906 - Roma, † 1985)

## Giuristi(2)
- Enzo Cheli, giurista e costituzionalista italiano (Arezzo, n. 1934)
- Enzo Musco, giurista italiano (Carlentini, n. 1944 - Roma, † 2021)

## Glottologi(2)
- Enzo Espa, glottologo e etnologo italiano (Nuoro, n. 1919 - Sassari, † 2014)
- Enzo Evangelisti, glottologo italiano (Firenze, n. 1920 - Milano, † 1980)

## Hockeisti su ghiaccio(1)
- Enzo Corvi, hockeista su ghiaccio svizzero (Coira, n. 1992)

## Hockeisti su pista(1)
- Enzo Mari, ex hockeista su pista italiano (Trieste, n. 1939)

## Illustratori(1)
- Enzo Sciotti, illustratore italiano (Roma, n. 1944 - Roma, † 2021)

## Imprenditori(2)
- Enzo Ferrari, imprenditore, dirigente sportivo e pilota automobilistico italiano (Modena, n. 1898 - Modena, † 1988)
- Enzo Costantini, imprenditore italiano (Laveno-Mombello, n. 1959)

## Ingegneri(4)
- Enzo Bandelloni, ingegnere italiano (Bagnoregio, n. 1929 - Leonessa, † 1978)
- Enzo Beneo, ingegnere e geologo italiano (Carrara, n. 1903 - Carrara, † 1988)
- Enzo Eusebi, ingegnere, architetto e designer italiano (San Benedetto del Tronto, n. 1960)
- Enzo Mantovani, ingegnere e imprenditore italiano (Verona, n. 1921 - Bologna, † 2001)

## Latinisti(1)
- Enzo Mandruzzato, latinista, traduttore e poeta italiano (Bologna, n. 1924 - Padova, † 2012)

## Linguisti(3)
- Enzo Caffarelli, linguista e giornalista italiano (Roma, n. 1953)
- Enzo Croatto, linguista italiano (Cittadella, n. 1932)
- Enzo Mattesini, linguista e filologo italiano (Sansepolcro, n. 1947)

## Mafiosi(2)
- Enzo Salvatore Brusca, mafioso e collaboratore di giustizia italiano (San Giuseppe Jato, n. 1968)
- Enzo Mastropietro, mafioso italiano (Roma, n. 1956)

## Matematici(2)
- Enzo Aparo, matematico e informatico italiano (Catania, n. 1921 - Guadalupa, † 2003)
- Enzo Martinelli, matematico italiano (Pescia, n. 1911 - Roma, † 1999)

## Mezzofondisti(1)
- Franco Volpi, mezzofondista, siepista e allenatore di atletica leggera italiano (Brescia, n. 1936 - Brescia, † 2013)

## Militari(8)
- Enzo Busca, militare, politico e dirigente pubblico italiano (Vercelli, n. 1915 - Milano, † 2003)
- Enzo Fioritto, militare e partigiano italiano (Roma, n. 1921 - Roma, † 1943)
- Enzo Fregosi, militare italiano (La Spezia, n. 1947 - Nāṣiriyya, † 2003)
- Enzo Grossi, militare italiano (San Paolo del Brasile, n. 1908 - Corato, † 1960)
- Enzo Michelini, militare italiano (Sant'Agostino, n. 1917 - Bobrowskij, † 1942)
- Enzo Omiccioli, militare e aviatore italiano (Fano, n. 1915 - cielo di Gondar, † 1941)
- Enzo Tolu, militare italiano (Verona, n. 1913 - Jugoslavia, † 1943)
- Enzo Venturini, militare italiano (La Spezia, n. 1941 - Cielo di Podrute, † 1992)

## Missionari(1)
- Enzo Menicucci, missionario italiano (Viterbo, n. 1930 - † 1968)

## Monaci cristiani(1)
- Enzo Bianchi, monaco cristiano e saggista italiano (Castel Boglione, n. 1943)

## Montatori(1)
- Enzo Meniconi, montatore italiano (Roma, n. 1950 - Roma, † 2008)

## Musicisti(2)
- Enzo Conti, musicista italiano (Alessandria, n. 1955)
- Enzo Nini, musicista italiano (San Giorgio a Cremano, n. 1954)

## Navigatori(1)
- Enzo Mini, marinaio e militare italiano (Pesaro, n. 1920 - Rimini, † 1946)

## Nobili(1)
- Enzo Bentivoglio, nobile italiano (Ferrara - Roma, † 1639)

## Nuotatori(1)
- Enzo Tesic, nuotatore francese (Tournan-en-Brie, n. 2000)

## Opinionisti(1)
- Enzo De Fusco, opinionista italiano (Terni, n. 1969)

## Pallamanisti(1)
- Enzo Augello, pallamanista italiano (Roma, n. 1962)

## Parolieri(1)
- Enzo Marcacci, paroliere italiano (Firenze, n. 1919 - Firenze, † 2016)

## Partigiani(7)
- Enzo Giovanni Caffer, partigiano italiano (Perosa Argentina, n. 1925 - Villaretto di Vai Chisone, † 1944)
- Enzo Capecchi, partigiano italiano (Pistoia, n. 1921 - † 1989)
- Enzo Casini, partigiano italiano
- Enzo Enriques Agnoletti, partigiano e politico italiano (Bologna, n. 1909 - Firenze, † 1986)
- Enzo Giacchero, partigiano e politico italiano (Torino, n. 1912 - Torino, † 2000)
- Enzo Gibin, partigiano italiano (Ariano nel Polesine, n. 1926 - Cressa, † 1945)
- Enzo Giraldo, partigiano italiano (Arzergrande, n. 1928 - Castell'Alfero, † 1945)

## Pedagogisti(1)
- Enzo Jemma, pedagogista e scrittore italiano (Lecce, n. 1928 - Distretto di Şile, † 1956)

## Pianisti(1)
- Enzo Di Paola, pianista, compositore e paroliere italiano (San Ferdinando di Puglia, n. 1910 - Borghetto Santo Spirito, † 1988)

## Piloti automobilistici(1)
- Enzo Fittipaldi, pilota automobilistico brasiliano (Miami, n. 2001)

## Pistard(1)
- Enzo Sacchi, pistard e ciclista su strada italiano (Firenze, n. 1926 - Firenze, † 1988)

## Pittori(10)
- Enzo Benedetto, pittore e scrittore italiano (Reggio Calabria, n. 1905 - Roma, † 1993)
- Enzo Brunori, pittore italiano (Perugia, n. 1924 - Roma, † 1993)
- Enzo Di Franco, pittore italiano (Alcamo, n. 1938)
- Enzo Domestico Kabregu, pittore italiano (Acquaformosa, n. 1906 - Montevideo, † 1971)
- Enzo Faraoni, pittore italiano (Santo Stefano di Magra, n. 1920 - Impruneta, † 2017)
- Enzo Maiolino, pittore italiano (Santa Domenica Talao, n. 1926 - Bordighera, † 2016)
- Enzo Morelli, pittore e illustratore italiano (Bagnacavallo, n. 1896 - Bogliaco del Garda, † 1976)
- Enzo Pasqui, pittore italiano (Forlì, n. 1920 - Forlì, † 1998)
- Enzo Rossi, pittore italiano (Perugia, n. 1915 - Roma, † 1998)
- Enzo Tarquinio, pittore, decoratore e restauratore italiano (Cremona, n. 1911 - Cremona, † 1985)

## Poeti(3)
- Enzo Di Gianni, poeta, editore e regista italiano (Napoli, n. 1908 - Roma, † 1975)
- Enzo Fusco, poeta italiano (Napoli, n. 1899 - Napoli, † 1951)
- Enzo Mainardi, poeta e pittore italiano (Ticengo, n. 1898 - Cremona, † 1983)

## Politici(25)
- Enzo Balocchi, politico italiano (Siena, n. 1923 - Siena, † 2007)
- Enzo Barazza, politico italiano (Udine, n. 1953 - Normandia, † 2024)
- Enzo Bartocci, politico e sociologo italiano (Roma, n. 1929 - † 2023)
- Enzo Berlanda, politico italiano (Verona, n. 1927 - Bergamo, † 2006)
- Enzo Casali, politico italiano (Pavia, n. 1937 - Pavia, † 2019)
- Enzo Colombini, politico sammarinese (Città di San Marino, n. 1958)
- Enzo Erminero, politico italiano (Verona, n. 1931 - Verona, † 2023)
- Enzo Ferné, politico italiano (Alfonsine, n. 1890 - Bologna, † 1976)
- Enzo Flego, politico italiano (Verona, n. 1940 - Verona, † 2025)
- Enzo Ghigo, politico italiano (Torino, n. 1953)
- Enzo Giancarli, politico italiano (Arcevia, n. 1953)
- Enzo Lattuca, politico italiano (Cesena, n. 1988)
- Enzo Lombardi, politico italiano (Castel di Ieri, n. 1942)
- Enzo Meucci, politico italiano (Pisa, n. 1916 - Pisa, † 2002)
- Enzo Misefari, politico, sindacalista e storico italiano (Palizzi, n. 1899 - Reggio Calabria, † 1993)
- Enzo Moavero Milanesi, politico e giurista italiano (Roma, n. 1954)
- Enzo Modica, politico e giornalista italiano (Roma, n. 1923 - † 1989)
- Vincenzo Palumbo, politico e avvocato italiano (Messina, n. 1939)
- Enzo Petrino, politico italiano (Casalnuovo Monterotaro, n. 1936)
- Enzo Poli, politico italiano (Lucca, n. 1913 - Roma, † 1975)
- Enzo Polidori, politico italiano (Piombino, n. 1936 - Piombino, † 2021)
- Enzo Raisi, politico italiano (San Lazzaro di Savena, n. 1961)
- Enzo Santarelli, politico e storico italiano (Ancona, n. 1922 - Roma, † 2004)
- Enzo Savarese, politico italiano (Brescia, n. 1953)
- Enzo Zotti, politico italiano (Trebaseleghe, n. 1933)

## Poliziotti(1)
- Enzo Felsani, poliziotto e generale italiano (Napoli, n. 1918 - Roma, † 2006)

## Presbiteri(2)
- Enzo Boschetti, presbitero italiano (Costa de' Nobili, n. 1929 - Esine, † 1993)
- Enzo Mazzi, presbitero italiano (Borgo San Lorenzo, n. 1927 - Firenze, † 2011)

## Produttori cinematografici(5)
- Enzo D'Ambrosio, produttore cinematografico italiano (Camerota, n. 1931 - Cava de' Tirreni, † 2019)
- Enzo Doria, produttore cinematografico, attore e sceneggiatore italiano (Genova, n. 1936)
- Enzo Gallo, produttore cinematografico italiano (Acri, n. 1947)
- Enzo Merolle, produttore cinematografico italiano (Roma, n. 1912 - Roma, † 1977)
- Enzo Provenzale, produttore cinematografico, sceneggiatore e regista cinematografico italiano (Messina, n. 1920 - Roma, † 1990)

## Produttori discografici(1)
- Enzo Miceli, produttore discografico, compositore e musicista italiano (Palermo)

## Psicologi(2)
- Enzo Bonaventura, psicologo italiano (Pisa, n. 1891 - Gerusalemme, † 1948)
- Enzo Spaltro, psicologo e autore televisivo italiano (Milano, n. 1929 - Bologna, † 2021)

## Pugili(4)
- Enzo Maria Caporaso, ex pugile e ultramaratoneta italiano (Torino, n. 1959)
- Enzo Correggioli, pugile e allenatore di pugilato italiano (Rovigo, n. 1922 - Rovigo, † 2011)
- Enzo Fiermonte, pugile, attore e regista italiano (Casamassima, n. 1908 - Mentana, † 1993)
- Enzo Petriglia, ex pugile italiano (Velletri, n. 1946)

## Registi(12)
- Enzo Battaglia, regista e sceneggiatore italiano (Ragusa, n. 1935 - Catania, † 1987)
- Enzo G. Castellari, regista, sceneggiatore e montatore italiano (Roma, n. 1938)
- E.B. Clucher, regista, sceneggiatore e direttore della fotografia italiano (Roma, n. 1922 - Roma, † 2002)
- Enzo Colacino, regista e comico italiano (Catanzaro, n. 1948)
- Enzo D'Alò, regista, animatore e sceneggiatore italiano (Napoli, n. 1953)
- Enzo Della Santa, regista italiano (Venezia, n. 1928)
- Enzo Ferrieri, regista, giornalista e sceneggiatore italiano (Milano, n. 1890 - Milano, † 1969)
- Enzo Monteleone, regista e sceneggiatore italiano (Padova, n. 1954)
- Enzo Muzii, regista, scrittore e sceneggiatore italiano (Asmara, n. 1926 - Velletri, † 2014)
- Enzo Peri, regista e produttore cinematografico italiano (Palermo, n. 1939)
- Enzo Russo, regista e sceneggiatore italiano (Polistena, n. 1984)
- Enzo Trapani, regista, sceneggiatore e scenografo italiano (Roma, n. 1922 - Roma, † 1989)

## Religiosi(1)
- Enzo Boni Baldoni, religioso italiano (Cavriago, n. 1906 - † 1972)

## Saltatori con gli sci(1)
- Enzo Milesi, saltatore con gli sci francese (Cluses, n. 2003)

## Sassofonisti(1)
- Enzo Favata, sassofonista italiano (Alghero, n. 1956)

## Sceneggiatori(1)
- Enzo Milioni, sceneggiatore e regista italiano (Roma, n. 1934 - Albano Laziale, † 2017)

## Scenografi(1)
- Enzo De Camillis, scenografo e regista italiano (Roma, n. 1953)

## Schermidori(2)
- Enzo Lefort, schermidore francese (Caienna, n. 1991)
- Enzo Musumeci Greco, schermidore e attore italiano (Roma, n. 1911 - Roma, † 1994)

## Scrittori(11)
- Enzo Fileno Carabba, scrittore italiano (Firenze, n. 1966)
- Enzo Demattè, scrittore, saggista e poeta italiano (Trento, n. 1927 - Treviso, † 2014)
- Enzo Di Pasquale, scrittore italiano (Castellammare del Golfo, n. 1960)
- Enzo Forcella, scrittore, giornalista e storico italiano (Roma, n. 1921 - Roma, † 1999)
- Enzo Gemignani, scrittore e traduttore italiano (Firenze, n. 1887)
- Enzo Giudici, scrittore e critico letterario italiano (Mussomeli, n. 1920 - Roma, † 1985)
- Enzo Lauretta, scrittore, saggista e politico italiano (Pachino, n. 1924 - Agrigento, † 2014)
- Enzo Petraccone, scrittore e giornalista italiano (Muro Lucano, n. 1890 - Monte Valbella, † 1918)
- Enzo Russo, scrittore italiano (Mazzarino, n. 1946)
- Enzo Siciliano, scrittore, saggista e drammaturgo italiano (Roma, n. 1934 - Roma, † 2006)
- Enzo Striano, scrittore e giornalista italiano (Napoli, n. 1927 - Roma, † 1987)

## Scultori(5)
- Enzo Assenza, scultore, pittore e ceramista italiano (Pozzallo, n. 1915 - Roma, † 1981)
- Enzo Nenci, scultore e disegnatore italiano (Mirandola, n. 1903 - Virgilio, † 1972)
- Enzo Pasqualini, scultore italiano (Bologna, n. 1916 - Bologna, † 1998)
- Enzo Plazzotta, scultore italiano (Mestre, n. 1921 - Londra, † 1981)
- Enzo Scatragli, scultore, orafo e medaglista italiano (Castiglion Fiorentino, n. 1949)

## Sindacalisti(1)
- Enzo Ceremigna, sindacalista e politico italiano (Roma, n. 1940)

## Sociologi(1)
- Enzo Mingione, sociologo italiano (Milano, n. 1947)

## Statistici(1)
- Enzo Lombardo, statistico italiano (Bari, n. 1938 - Roma, † 2005)

## Storici(3)
- Enzo Collotti, storico italiano (Messina, n. 1929 - Firenze, † 2021)
- Enzo Sciacca, storico italiano (Acireale, n. 1934 - Catania, † 2006)
- Enzo Traverso, storico italiano (Gavi, n. 1957)

## Storici dell'arte(1)
- Enzo Carli, storico dell'arte e funzionario italiano (Pisa, n. 1910 - Siena, † 1999)

## Tennisti(2)
- Enzo Artoni, ex tennista italiano (Buenos Aires, n. 1976)
- Enzo Couacaud, tennista francese (Curepipe, n. 1995)

## Tenori(2)
- Enzo Aita, tenore italiano (Acireale, n. 1903 - Napoli, † 1971)
- Enzo De Muro Lomanto, tenore italiano (Canosa di Puglia, n. 1902 - Milano, † 1952)

## Tiratori a segno(1)
- Enzo Contegno, tiratore a segno italiano (Lecce, n. 1927 - Lecce, † 1984)

## Triplisti(1)
- Enzo Cavalli, triplista italiano (Gorizia, n. 1937 - Roma, † 2023)

## Trombettisti(1)
- Enzo Morandini, trombettista italiano (Sustinente, n. 1924 - Cagliari, † 2007)

## Violinisti(1)
- Enzo Porta, violinista italiano (Milano, n. 1931 - Bologna, † 2020)

## Violoncellisti(1)
- Enzo Altobelli, violoncellista italiano (Napoli, n. 1926 - † 1986)

## Senza attività specificata(1)
- Enzo Camerino, superstite dell'Olocausto italiano (Roma, n. 1928 - Montréal, † 2014)